# Küçükgümüşlü, İliç
Küçükgümüşlü là một xã thuộc huyện İliç, tỉnh Erzincan, Thổ Nhĩ Kỳ. Dân số thời điểm năm 2010 là 5 người.